# Athletic Club 2013-2014
Questa voce raccoglie le informazioni dell'Athletic Bilbao nelle competizioni ufficiali della stagione 2013-2014.

## Stagione
Per il club basco si tratta dell'83ª stagione nella Liga, dalla quale non è mai retrocesso e per un'ulteriore stagione rimane una delle tre squadre spagnole (le altre sono Real Madrid e Barcellona) ad aver sempre militato nella massima divisione spagnola.
Le prime partite in casa vengono giocate all'Anoeta di San Sebastián, che ospita le partite casalinghe della Real Sociedad a causa dei lavori di costruzione del San Mamés Barria. Ben 328 autobus partono da Bilbao, città dell'Athletic, e arrivano a San Sebastián trasportando i soci del club e i tifosi che hanno fatto esplicita richiesta dell'intenzione di usufruire di questo servizio.
L'esordio in campionato è vincente per l'Athletic Bilbao, che si impone per 2-1 sul campo del Real Valladolid grazie alle reti di Susaeta e del talentuoso giovane Iker Muniain. Con la seconda vittoria in due giornate (questa volta la vittima è l'Osasuna) i baschi passano virtualmente in testa alla classifica, anche se per un solo giorno. La terza giornata è quella della prima sconfitta stagionale, nello scontro al vertice contro il Real Madrid, in cui brilla Isco che segna una doppietta. L'Athletic non riesce invece a impensierire un Real che non gioca un'ottima partita.
Il riscatto avviene immediatamente, con una vittoria sul Celta Vigo in cui è stato abbastanza netto il dominio dei baschi, che hanno così inaugurato lo stadio del Nuovo San Mamés.

## Maglie e sponsor
Ecco le maglie usate dall'Athletic Bilbao nella stagione 2013-2014.
|  | Casa | Trasferta |

## Organigramma societario
Dati ricavati dal sito ufficiale dell'Athletic Bilbao.
Area direttiva
- Presidente: Josu Urrutia
- Responsabile sociale: Koldo Asua
- Direzione sportiva: José María Amorrortu e Aitor Larrazabal
- Coordinatore dei Team manager: José Ángel Pereda[10]
- Addetto alla pianificazione: Lander Hernández
- Area calcio in Biscaglia: Fernando Quintanilla
- Area sviluppo personale e professionale: María Ruiz de Oña
- Addetto alle strutture: Santi Urkiaga

Area organizzativa
- Team manager: Javier Arkotxa[10]

Area comunicazione
- Area utenza: Blas Ziarreta e Iñigo Lizarralde

Area tecnica
- Direttore sportivo: Andoni Imaz
- Allenatore: Ernesto Valverde
- Allenatori in seconda: Jon Aspiazu
- Preparazione specifica: Vicen Gómez[9]
- Preparatore dei portieri: Aitor Iru
- Preparatori atletici: José Antonio Pozanco e Xabier Clemente
- Analista allenamenti: Eduardo Estibariz[9]
- Responsabile relazioni con i giocatori: Iñaki Azkarraga[9]
- Addetto al campo: Iker López
- Magazzinieri: Txetxu Gallego e Jon Eskalza

Area sanitaria
- Responsabili settore medico:[11] Josean Lekue e Paco Angulo
- Medici sociali: Juanma Santisteban e Gontzal Beitia
- Infermieri: Igor Gurtubai, Fernando Loidi, Isusko Ortuzar, Jesús López e Juan Carlos Loidi
- Fisioterapisti:[11] Álvaro Campa, Beñat Azula e Isusko Ortuzar
- Massaggiatore: Juan Manuel Ipiña[11]
- Recupero infortunati: Imanol Martín e Erika Vázquez
- Podologo: Kepa Galardi[11]

## Rosa
Rosa, ruoli e numerazione ricavati dal sito ufficiale dell'Athletic Bilbao. Aggiornata al 31 gennaio 2014.
| N. |                    | Ruolo | Calciatore       |
| -- | ------------------ | ----- | ---------------- |
| 1  | Spagna (bandiera)  | P     | Gorka Iraizoz    |
| 2  | Spagna (bandiera)  | A     | Gaizka Toquero   |
| 3  | Spagna (bandiera)  | C     | Iñigo Pérez      |
| 3  | Spagna (bandiera)  | D     | Jon Aurtenetxe   |
| 4  | Francia (bandiera) | D     | Aymeric Laporte  |
| 5  | Spagna (bandiera)  | C     | Erik Morán       |
| 6  | Spagna (bandiera)  | D     | Mikel San José   |
| 7  | Spagna (bandiera)  | C     | Beñat Etxebarria |
| 8  | Spagna (bandiera)  | C     | Ander Iturraspe  |
| 9  | Spagna (bandiera)  | A     | Kike Sola        |
| 10 | Spagna (bandiera)  | A     | Óscar de Marcos  |
| 11 | Spagna (bandiera)  | A     | Ibai Gómez       |
| 12 | Spagna (bandiera)  | D     | Unai Albizua     |

| N. |                   | Ruolo | Calciatore                    |
| -- | ----------------- | ----- | ----------------------------- |
| 13 | Spagna (bandiera) | P     | Iago Herrerín                 |
| 14 | Spagna (bandiera) | C     | Markel Susaeta                |
| 15 | Spagna (bandiera) | D     | Andoni Iraola (vice capitano) |
| 16 | Spagna (bandiera) | D     | Xabier Etxeita                |
| 17 | Spagna (bandiera) | C     | Mikel Rico                    |
| 18 | Spagna (bandiera) | C     | Carlos Gurpegi (capitano)     |
| 19 | Spagna (bandiera) | A     | Iker Muniain                  |
| 20 | Spagna (bandiera) | A     | Aritz Aduriz                  |
| 21 | Spagna (bandiera) | C     | Ander Herrera                 |
| 22 | Spagna (bandiera) | D     | Enric Saborit                 |
| 23 | Spagna (bandiera) | D     | Borja Ekiza                   |
| 24 | Spagna (bandiera) | D     | Mikel Balenziaga              |
| 28 | Spagna (bandiera) | A     | Guillermo Fernández           |

## Calciomercato

### Sessione estiva(dall'1/7 al 2/9)
Il calciomercato estivo dell'Athletic si contraddistingue per la forzata cessione del suo top player: Llorente infatti, dopo una stagione difficile in cui ha fatto solamente quattro gol in campionato, decide di non rinnovare il contratto per passare alla Juventus.
| Acquisti | Acquisti         | Acquisti        | Acquisti               |
| R.       | Nome             | da              | Modalità               |
| -------- | ---------------- | --------------- | ---------------------- |
| D        | Iban Zubiaurre   | Salamanca UDS   | fine prestito          |
| P        | Iago Herrerín    | Numancia        | fine prestito          |
| D        | Xabier Etxeita   | svincolato      |                        |
| D        | Mikel Balenziaga | Real Valladolid | definitivo (500.000€)  |
| A        | Kike Sola        | Osasuna         | definitivo (4 mln €)   |
| C        | Beñat Etxebarria | Betis           | definitivo (8 mln €)   |
| C        | Mikel Rico       | Granada         | definitivo (2,8 mln €) |

| Cessioni | Cessioni            | Cessioni   | Cessioni   |
| R.       | Nome                | a          | Modalità   |
| -------- | ------------------- | ---------- | ---------- |
| D        | Fernando Amorebieta |            | svincolato |
| A        | Fernando Llorente   |            | svincolato |
| C        | Igor Martínez       |            | svincolato |
| P        | Raúl Fernández      | Numancia   | prestito   |
| D        | Xabier Castillo     |            | svincolato |
| C        | Isma López          |            | svincolato |
| D        | Iban Zubiaurre      |            | svincolato |
| C        | Iñigo Ruiz          | Mirandés   | prestito   |
| D        | Jonás Ramalho       | Girona     | prestito   |
| C        | Iñigo Pérez         | Maiorca    | prestito   |
| D        | Jon Aurtenetxe      | Celta Vigo | prestito   |

### Sessione invernale (dal 3/1 al 31/1)
L'unica transizione invernale riguarda il ritorno dal prestito al Maiorca di Iñigo Pérez.
| Acquisti | Acquisti    | Acquisti | Acquisti      |
| R.       | Nome        | da       | Modalità      |
| -------- | ----------- | -------- | ------------- |
| C        | Iñigo Pérez | Maiorca  | fine prestito |

| Cessioni | Cessioni | Cessioni | Cessioni |
| R.       | Nome     | a        | Modalità |
| -------- | -------- | -------- | -------- |

## Risultati

### Primera División

#### Girone d'andata
| Arbitro: | Miguel Angel Ayza Gámez (Comitato valenciano) |

|           |           |                         |
| Ebert 31’ | Marcatori | 28’ Susaeta 50’ Muniain |

| Arbitro: | César Muñiz Fernández (Comitato asturiano) |

|                                  |           |  |
| Arribas 30’ (aut.) de Marcos 81’ | Marcatori |  |

| Arbitro: | Carlos Clos Gómez (Comitato aragonese) |

|                           |           |                |
| Isco 25’, 72’ Ronaldo 44’ | Marcatori | 79’ Ibai Gómez |

| Arbitro: | Jesús Gil Manzano (Comitato estremegno) |

|                                   |           |                         |
| San José 17’ Iraola 61’ Beñat 68’ | Marcatori | 11’ Charles 79’ S. Mina |

| Arbitro: | Juan Martínez Munuera (Comitato valenciano) |

|                                |           |                              |
| Sánchez 24’, 49’ S. García 65’ | Marcatori | 43’ de Marcos 89’ Ibai Gómez |

| Arbitro: | Ignacio Iglesias Villanueva (Comitato galiziano) |

|                        |           |            |
| de Marcos 72’ San José | Marcatori | 61’ Molina |

| Arbitro: | Alfonso Javier Alvarez Izquierdo (Comitato catalano) |

|                   |           |  |
| El-Arabi 52’, 60’ | Marcatori |  |

| Arbitro: | Carlos Del Cerro Grande (Comitato madrileno) |

|                |           |                   |
| Mikel Rico 75’ | Marcatori | 42’ (rig.) Banega |

| Arbitro: | José Antonio Teixeira Vitienes (Comitato cantabro) |

|                           |           |  |
| Mikel Rico 32’ Aduriz 35’ | Marcatori |  |

| Arbitro: | Jesús Gil Manzano (Comitato estremegno) |

|  |           |            |
|  | Marcatori | 8’ Laporte |

| Arbitro: | Pedro Jesús Pérez Montero (Comitato andaluso) |

|                        |           |                      |
| Susaeta 49’ Aduriz 69’ | Marcatori | 9’ Lombán 47’ Ñíguez |

| Arbitro: | Fernando Teixeira Vitienes (Comitato cantabro) |

|                           |           |  |
| Villa 27’ Diego Costa 44’ | Marcatori |  |

| Arbitro: | David Fernández Borbalán (Comitato andaluso) |

|                           |           |            |
| Mikel Rico 72’ Aduriz 84’ | Marcatori | 32’ Barral |

| Arbitro: | Ignacio Iglesias Villanueva (Comitato galiziano) |

|            |           |                          |
| Juanmi 37’ | Marcatori | 68’ San José 85’ Muniain |

| Arbitro: | Juan Martínez Munuera (Comitato valenciano) |

|             |           |  |
| Muniain 70’ | Marcatori |  |

| Arbitro: | Alberto Undiano Mallenco (Comitato navarro) |

|              |           |            |
| A. Moreno 4’ | Marcatori | 7’ Susaeta |

| Arbitro: | Eduardo Prieto Iglesias (Comitato navarro) |

|                             |           |           |
| San José 32’ Mikel Rico 75’ | Marcatori | 61’ Bueno |

| Arbitro: | Pedro Jesús Pérez Montero (Comitato andaluso) |

|                         |           |  |
| Griezmann 43’ Pardo 89’ | Marcatori |  |

| Arbitro: | Jesús Gil Manzano (Comitato estremegno) |

|                                                                         |           |             |
| Mikel Rico 6’ A. Herrera 11’ Laporte 29’ Aduriz 52’ Ibai Gómez 68’, 87’ | Marcatori | 34’ Barbosa |

#### Girone di ritorno
| Arbitro: | Javier Estrada Fernández (Comitato catalano) |

|                                                  |           |                    |
| Ibai Gómez 64’, 83’ de Marcos 74’ A. Herrera 86’ | Marcatori | 15’ Óscar 89’ Rama |

| Arbitro: | Carlos Velasco Carballo (Comitato madrileno) |

|                |           |                                                         |
| Armenteros 10’ | Marcatori | 3’ Susaeta 16’, 62’ Aduriz 84’ Ibai Gómez 87’ Kike Sola |

| Arbitro: | Miguel Angel Ayza Gámez (Comitato valenciano) |

|                |           |          |
| Ibai Gómez 73’ | Marcatori | 65’ Jesé |

| Vigo 10 febbraio 2014, ore 22:00 CET 23ª giornata | Celta Vigo                                   | 0 – 0 referto | Athletic Bilbao | Balaídos (17.880 spett.)\| Arbitro: \| Carlos Del Cerro Grande (Comitato madrileno) \| |
| Arbitro:                                          | Carlos Del Cerro Grande (Comitato madrileno) |               |                 |                                                                                        |

| Arbitro: | Alberto Undiano Mallenco (Comitato navarro) |

|             |           |                          |
| Gurpegi 55’ | Marcatori | 5’ S. García 64’ Colotto |

| Arbitro: | Jesús Gil Manzano (Comitato estremegno) |

|  |           |                           |
|  | Marcatori | 33’ Muniain 80’ Guillermo |

| Arbitro: | Alfonso Javier Alvarez Izquierdo (Comitato catalano) |

|                                        |           |  |
| Aduriz 6’, 17’, 73’ (rig.) Gurpegi 79’ | Marcatori |  |

| Arbitro: | David Fernández Borbalán (Comitato andaluso) |

|             |           |                   |
| Alcácer 23’ | Marcatori | 52’ (rig.) Aduriz |

| Arbitro: | José Luis González González (Comitato castiglianoleonese) |

|          |           |            |
| Pina 46’ | Marcatori | 82’ Aduriz |

| Arbitro: | Fernando Teixeira Vitienes (Comitato cantabro) |

|             |           |  |
| Susaeta 39’ | Marcatori |  |

| Elche 25 marzo 2014, ore 22:00 CET 30ª giornata | Elche                                      | 0 – 0 referto | Athletic Bilbao | Martínez Valero (24.752 spett.)\| Arbitro: \| Eduardo Prieto Iglesias (Comitato navarro) \| |
| Arbitro:                                        | Eduardo Prieto Iglesias (Comitato navarro) |               |                 |                                                                                             |

| Arbitro: | José Antonio Teixeira Vitienes (Comitato cantabro) |

|             |           |                       |
| Muniain 15’ | Marcatori | 21’ D. Costa 54’ Koke |

| Arbitro: | Javier Estrada Fernández (Comitato catalano) |

|                     |           |                 |
| San José 67’ (aut.) | Marcatori | 15’, 44’ Aduriz |

| Arbitro: | José Luis González González (Comitato castiglianoleonese) |

|                               |           |  |
| Aduriz 3’, 46’ A. Herrera 61’ | Marcatori |  |

| Arbitro: | Juan Martínez Munuera (Comitato valenciano) |

|                     |           |            |
| Pedro 71’ Messi 74’ | Marcatori | 49’ Aduriz |

| Arbitro: | Alfonso Javier Alvarez Izquierdo (Comitato catalano) |

|                                       |           |             |
| Susaeta 4’ Muniain 53’ A. Herrera 72’ | Marcatori | 78’ Gameiro |

| Arbitro: | David Fernández Borbalán (Comitato andaluso) |

|  |           |                                           |
|  | Marcatori | 20’ San José 30’ de Marcos 74’ A. Herrera |

| Arbitro: | Carlos Del Cerro Grande (Comitato madrileno) |

|             |           |               |
| Muniain 49’ | Marcatori | 74’ Agirretxe |

| Almería 18 maggio 2014, ore 18:00 CEST 38ª giornata | Almería                                      | 0 – 0 referto | Athletic Bilbao | Juegos Mediterráneos (12.000 spett.)\| Arbitro: \| Javier Estrada Fernández (Comitato catalano) \| |
| Arbitro:                                            | Javier Estrada Fernández (Comitato catalano) |               |                 | |

### Coppa del Re
| Arbitro: | Pedro Jesús Pérez Montero (Comitato andaluso) |

|             |           |  |
| S. Mina 71’ | Marcatori |  |

| Arbitro: | Fernando Teixeira Vitienes (Comitato cantabro) |

|                                         |           |  |
| Muniain 20’, 79’ Susaeta 43’ Aduriz 85’ | Marcatori |  |

| Arbitro: | Alfonso Javier Alvarez Izquierdo (Comitato catalano) |

|            |           |  |
| Castro 41’ | Marcatori |  |

| Arbitro: | Carlos Del Cerro Grande (Comitato madrileno) |

|               |           |  |
| Rico 22’, 76’ | Marcatori |  |

| Arbitro: | David Fernández Borbalán (Comitato andaluso) |

|           |           |  |
| Godín 41’ | Marcatori |  |

| Arbitro: | Antonio Miguel Mateu Lahoz (Comitato valenciano) |

|            |           |                            |
| Aduriz 41’ | Marcatori | 54’ R. García 85’ D. Costa |

## Statistiche
Statistiche aggiornate al 18 maggio 2014, a stagione finita.

### Statistiche di squadra
| Competizione     | Punti | In casa | In casa | In casa | In casa | In casa | In casa | In trasferta | In trasferta | In trasferta | In trasferta | In trasferta | In trasferta | Totale | Totale | Totale | Totale | Totale | Totale | DR  |
| Competizione     | Punti | G       | V       | N       | P       | Gf      | Gs      | G            | V            | N            | P            | Gf           | Gs           | G      | V      | N      | P      | Gf     | Gs     | DR  |
| ---------------- | ----- | ------- | ------- | ------- | ------- | ------- | ------- | ------------ | ------------ | ------------ | ------------ | ------------ | ------------ | ------ | ------ | ------ | ------ | ------ | ------ | --- |
| Primera División | 70    | 19      | 13      | 4       | 2       | 42      | 18      | 19           | 7            | 6            | 6            | 24           | 21           | 38     | 20     | 10     | 8      | 66     | 39     | +27 |
| Coppa del Re     | -     | 3       | 2       | 0       | 1       | 7       | 2       | 3            | 0            | 0            | 3            | 0            | 3            | 6      | 2      | 0      | 4      | 7      | 5      | +2  |
| Totale           | -     | 22      | 15      | 4       | 3       | 49      | 20      | 22           | 7            | 6            | 9            | 24           | 24           | 44     | 22     | 10     | 12     | 73     | 44     | +29 |

### Andamento in campionato
| Giornata  | 1 | 2 | 3 | 4 | 5 | 6 | 7 | 8 | 9 | 10 | 11 | 12 | 13 | 14 | 15 | 16 | 17 | 18 | 19 | 20 | 21 | 22 | 23 | 24 | 25 | 26 | 27 | 28 | 29 | 30 | 31 | 32 | 33 | 34 | 35 | 36 | 37 | 38 |
| --------- | - | - | - | - | - | - | - | - | - | -- | -- | -- | -- | -- | -- | -- | -- | -- | -- | -- | -- | -- | -- | -- | -- | -- | -- | -- | -- | -- | -- | -- | -- | -- | -- | -- | -- | -- |
| Luogo     | T | C | T | C | T | C | T | C | C | T  | C  | T  | C  | T  | C  | T  | C  | T  | C  | C  | T  | C  | T  | C  | T  | C  | T  | T  | C  | T  | C  | T  | C  | T  | C  | T  | C  | T  |
| Risultato | V | V | P | V | P | V | P | N | V | V  | N  | P  | V  | V  | V  | N  | V  | P  | V  | V  | V  | N  | N  | P  | V  | V  | N  | N  | V  | N  | P  | V  | V  | P  | V  | V  | N  | N  |
| Posizione | 8 | 3 | 5 | 5 | 6 | 5 | 5 | 6 | 6 | 5  | 5  | 5  | 5  | 5  | 4  | 4  | 4  | 4  | 4  | 4  | 4  | 4  | 4  | 4  | 4  | 4  | 4  | 4  | 4  | 4  | 4  | 4  | 4  | 4  | 4  | 4  | 4  | 4  |

Fonte:  Liga – Classifiche, su sport.sky.it, sport.sky.it. URL consultato il 22 maggio 2014 (archiviato dall'url originale il 12 marzo 2014).
Legenda:

Luogo: C = Casa; T = Trasferta. Risultato: V = Vittoria; N = Pareggio; P = Sconfitta.

### Statistiche dei giocatori
In corsivo i giocatori che hanno lasciato la squadra a stagione già iniziata.
| Giocatore     | Primera División | Primera División | Primera División | Primera División | Coppa di Spagna | Coppa di Spagna | Coppa di Spagna | Coppa di Spagna | Totale   | Totale | Totale      | Totale     |
| Giocatore     | Presenze         | Reti             | Ammonizioni      | Espulsioni       | Presenze        | Reti            | Ammonizioni     | Espulsioni      | Presenze | Reti   | Ammonizioni | Espulsioni |
| ------------- | ---------------- | ---------------- | ---------------- | ---------------- | --------------- | --------------- | --------------- | --------------- | -------- | ------ | ----------- | ---------- |
| A. Aduriz     | 31               | 16               | 8                | 2                | 5               | 2               | 2               | 0               | 36       | 18     | 10          | 2          |
| U. Albizua    | 4                | 0                | 0                | 0                | -               | -               | -               | -               | 4        | 0      | 0           | 0          |
| M. Balenziaga | 31               | 0                | 4                | 0                | 6               | 0               | 1               | 0               | 37       | 0      | 5           | 0          |
| Ó. de Marcos  | 35               | 5                | 3                | 0                | 4               | 0               | 0               | 0               | 39       | 5      | 3           | 0          |
| B. Ekiza      | 1                | 0                | 0                | 0                | 1               | 0               | 0               | 0               | 2        | 0      | 0           | 0          |
| B. Etxebarria | 23               | 1                | 4                | 0                | 4               | 0               | 0               | 0               | 27       | 1      | 4           | 0          |
| X. Etxeita    | 3                | 0                | 0                | 0                | 0               | 0               | 0               | 0               | 3        | 0      | 0           | 0          |
| Guillermo     | 9                | 1                | 0                | 0                | 0               | 0               | 0               | 0               | 9        | 1      | 0           | 0          |
| I. Gómez      | 18               | 8                | 0                | 0                | 6               | 0               | 0               | 0               | 24       | 8      | 0           | 0          |
| C. Gurpegi    | 27               | 2                | 8                | 0                | 5               | 0               | 1               | 0               | 32       | 2      | 9           | 0          |
| A. Herrera    | 33               | 5                | 7                | 0                | 6               | 0               | 0               | 0               | 39       | 5      | 7           | 0          |
| I. Herrerín   | 6                | -7               | 1                | 0                | 6               | -5              | 0               | 0               | 12       | -12    | 1           | 0          |
| G. Iraizoz    | 33               | -32              | 0                | 0                | 0               | -0              | 0               | 0               | 33       | -32    | 0           | 0          |
| A. Iraola     | 34               | 1                | 3                | 0                | 6               | 0               | 2               | 0               | 40       | 1      | 5           | 0          |
| A. Iturraspe  | 33               | 0                | 8                | 0                | 5               | 0               | 1               | 0               | 38       | 0      | 9           | 0          |
| A. Laporte    | 35               | 2                | 6                | 1                | 3               | 0               | 1               | 0               | 38       | 2      | 7           | 1          |
| E. Morán      | 14               | 0                | 5                | 1                | 2               | 0               | 0               | 0               | 16       | 0      | 5           | 1          |
| I. Muniain    | 35               | 7                | 6                | 0                | 4               | 2               | 2               | 0               | 39       | 9      | 8           | 0          |
| I. Pérez      | 0                | 0                | 0                | 0                | 0               | 0               | 0               | 0               | 0        | 0      | 0           | 0          |
| M. Rico       | 34               | 5                | 7                | 0                | 6               | 2               | 2               | 0               | 40       | 7      | 9           | 0          |
| E. Saborit    | 5                | 0                | 1                | 0                | 0               | 0               | 0               | 0               | 5        | 0      | 1           | 0          |
| M. San José   | 25               | 5                | 6                | 0                | 5               | 0               | 2               | 0               | 30       | 5      | 8           | 0          |
| E. Sola       | 5                | 1                | 0                | 0                | 4               | 0               | 0               | 0               | 9        | 1      | 0           | 0          |
| M. Susaeta    | 38               | 6                | 1                | 0                | 5               | 1               | 0               | 0               | 43       | 7      | 1           | 0          |
| G. Toquero    | 20               | 0                | 4                | 0                | 1               | 0               | 0               | 0               | 21       | 0      | 4           | 0          |

## Giovanili

### Organigramma societario
Area tecnica - Bilbao Athletic
- Team manager: Javier Arkotxa
- Allenatore: José Ángel Ziganda
- Allenatore in seconda: Iñigo Lizarralde
- Preparatore dei portieri: Imanol Etxeberria
- Preparatore atletico: Iban Urkiza
- Magazziniere: Iñaki Garai

Area tecnica - Club Deportivo Baskonia
- Team manager: Juanma Villanueva
- Allenatore: Vicen Gómez
- Allenatore in seconda: Gontzal Suances
- Preparatore dei portieri: Armando Ribeiro
- Preparatore atletico: Iker Egaña
- Addetto al campo: Paco Lozano

Area sanitaria
- Medico Bilbao Athletic: Juan M. Santisteban
- Fisioterapista Bilbao Athletic: Igor Gurtubai
- Recupero infortunati Bilbao Athletic: Eduardo Estibariz
- Infermiere CD Baskonia: Fernando Loidi[54]

### Piazzamenti
- Bilbao Athletic:
  - Segunda División B 2013-2014: 5º classificato nel gruppo II.
- CD Baskonia:
  - Tercera División 2013-2014: 4º classificato nel gruppo IV.
- Juvenil A:
  - Campionato: 4º classificato nel gruppo 2 della División de Honor.